# João W. Nery
João W. Nery, né le 12 février 1950 à Rio de Janeiro et mort le 26 octobre 2018 à Niterói, est un écrivain, psychologue et activiste LGBT brésilien. Il est connu pour être le premier homme trans à subir une opération de changement de sexe au Brésil, en 1977.

## Biographie
Né à Rio de Janeiro en 1950, il est fils d'un aviateur et d'une enseignante d'école primaire. Quand il a 9 ans, sa mère l'emmène chez un psychologue et, à 13 ans, il essaye d'augmenter sa masse musculaire, mais aussi son estime de soi. 
Son père est exilé en Uruguay en 1964 pendant trois ans et la famille doit laisser João et les autres enfants chez leurs parents. Là, alors qu'il est en vacances avec son père, il rencontre Darcy Ribeiro et sa femme Berta Gleizer Ribeiro, avec qui il apprend l'anthropologie, l'archéologie et la sociologie. Son père ne rentre au Brésil que quatre ans plus tard.
En 1975, il voyage en Europe. Dans une librairie parisienne, il trouve un numéro de la revue scientifique Sexualité et s'intéresse à un article traitant d'interventions chirurgicales transgéniques. De retour au Brésil peu après, il obtient une maîtrise en psychologie et enseigne dans trois collèges.
L'intervention de changement de sexe n'est pas pratiquée au Brésil, parce que c'est considéré comme une mutilation durant la dictature. Un collègue psychologue le dirige vers un endocrinologue de l'hôpital Moncorvo-Filho, où il commence à se familiariser avec les différences entre la transsexualité et l'homosexualité. C'est dans cet hôpital qu'il commence à penser à la chirurgie pour changer de sexe.
Sa famille a toujours été hostile à la transition. Son père était contre, alors que sa mère aurait accepté « …une fille homosexuelle, mais pas une sans identité ». Sur la suggestion de son médecin, il cherche un psychiatre qui avait exprimé un avis technique favorable. L'opération est réalisée clandestinement dans une clinique de São Paulo, sans rapport médical. Le traitement hormonal commence plus tard, bien que l'opération n'ait pas enlevé l'utérus et les ovaires.
Durant des années, il milite pour les droits des LGBT, en particulier les transsexuels. Un projet de loi des députés João Wyllys et Erika Kokay porte son nom : il s'inspire de la loi argentine sur l'identité de genre, qui garantit le droit de reconnaître l'identité de genre de toutes les personnes transgenres au Brésil, sans la nécessité d'une autorisation judiciaire, de rapports médicaux ou psychologiques, d'interventions chirurgicales ou de traitements hormonaux.  
En août 2017, il découvre avoir un cancer du poumon. En septembre 2018, il révèle que le cancer avait touché le cerveau. Il meurt à Niterói le 26 octobre suivant à l'âge de 68 ans,.

## Œuvres
- João W. Neri, Erro de pessoa: Joana ou João?, Rio de Janeiro, Record (pt), 1984.
- João W. Neri, Viagem solitária: memórias de um transexual 30 anos depois, São Paulo, LeYa Brasil (pt), 2012.
- João W. Neri, Vidas trans: a coragem de existir (en collaboration avec Amara Moira, Márcia Rocha et T. Brant), Bauru, LeYa Brasil, 2017.
- João W. Neri, Velhice transviada, posthume, 2018[7].